# Wiaczasłau Szarszunou
Wiaczasłau Alaksiejewicz Szarszunou (biał. Вячаслаў Аляксеевіч Шаршуноў, ros. Вячеслав Алексеевич Шаршунов, Wiaczesław Aleksiejewicz Szarszunow; ur. 4 maja 1949 w Krugłowce w obwodzie smoleńskim) – białoruski inżynier, naukowiec, wykładowca akademicki i polityk, deputowany do Rady Najwyższej Republiki Białorusi XIII kadencji, w latach 1996–2000 deputowany do Izby Reprezentantów Zgromadzenia Narodowego Republiki Białorusi I kadencji; w latach 90. rektor Białoruskiej Państwowej Akademii Gospodarstwa Wiejskiego; doktor nauk technicznych (odpowiednik polskiego stopnia doktora habilitowanego), profesor.

## Życiorys

### Młodość i praca
Urodził się 4 maja 1949 roku we wsi Krugłowka, w obwodzie smoleńskim Rosyjskiej FSRR, ZSRR. W 1971 roku ukończył Białoruską Państwową Akademię Gospodarstwa Wiejskiego uzyskując wykształcenie inżyniera mechanika. W 1980 roku uzyskał stopień kandydata nauk (odpowiednik polskiego stopnia doktora). Temat jego pracy kandydackiej brzmiał: Badanie technologicznego procesu wyładunku zbrykietowanej paszy z magazynów wieżowych i uzasadnienie parametrów wyładunku. W 1990 roku uzyskał stopień doktora nauk technicznych (odpowiednik polskiego stopnia doktora habilitowanego). Temat jego rozprawy doktorskiej brzmiał: Zwiększenie efektywności zbioru nasion strączkowych roślin paszowych poprzez wyczesywanie na pniu użytkowych części roślin i bezodpadowy przerób zgonin. W 1991 roku otrzymał tytuł profesora. Był zastępcą prezesa Akademii Nauk Agrarnych Republiki Białorusi.
W latach 1973–1995 pracował jako asystent, starszy wykładowca, docent, kierownik katedry, rektor Białoruskiej Państwowej Akademii Gospodarstwa Wiejskiego. W latach 1995–1997 był kierownikiem Głównego Urzędu Kadr i Edukacji Rolniczej w Ministerstwie Rolnictwa i Gospodarki Żywnościowej Republiki Białorusi. W 1995 roku był bezpartyjny. Od stycznia do listopada 1996 roku był członkiem Białoruskiej Partii Agrarnej.

### Działalność parlamentarna
W drugiej turze wyborów parlamentarnych 28 maja 1995 roku został wybrany na deputowanego do Rady Najwyższej Republiki Białorusi XIII kadencji z Horeckiego Okręgu Wyborczego Nr 164. 9 stycznia 1996 roku został zaprzysiężony na deputowanego. Od 23 stycznia pełnił w Radzie Najwyższej funkcję członka Stałej Komisji ds. Edukacji, Nauki i Kultury. Należał do frakcji agrariuszy. 4 marca został członkiem stałej delegacji Rady do Zgromadzenia Parlamentarnego Rady Europy. Od 21 czerwca był członkiem delegacji Rady do Zgromadzenia Parlamentarnego Stowarzyszenia Białorusi i Rosji. Poparł dokonaną przez prezydenta Alaksandra Łukaszenkę kontrowersyjną i częściowo nieuznaną międzynarodowo zmianę konstytucji. 27 listopada 1996 roku przestał uczestniczyć w pracach Rady Najwyższej i wszedł w skład utworzonej przez prezydenta Izby Reprezentantów Zgromadzenia Narodowego Republiki Białorusi I kadencji. Pełnił w niej funkcję członka Komisji ds. Edukacji, Kultury, Nauki i Postępu Naukowo-Technicznego. Zgodnie z Konstytucją Białorusi z 1994 roku jego mandat deputowanego do Rady Najwyższej zakończył się 9 stycznia 2000 roku; kolejne wybory do tego organu jednak nigdy się nie odbyły. Jego kadencja w Izbie Reprezentantów zakończyła się 21 listopada 2000 roku.

## Prace
Wiaczasłau Szarszunou jest autorem 213 prac naukowych, w tym 58 wynalazków i 4 podręczników dla szkół wyższych o profilu rolniczym.

## Życie prywatne
Wiaczasłau Szarszunou jest żonaty, ma dwóch synów. W 1995 roku mieszkał w mieście Horki.